# Willem Kloos
Willem Kloos (Ámsterdam, 6 de mayo de 1859 - La Haya, 31 de marzo de 1938) fue un poeta y crítico holandés 

## Biografía
Cursó estudios clásicos y literarios en Ámsterdam, donde se graduó en 1884. Todavía estudiante inició su carrera de escritor con la publicación en la revista Nederland de su fragmento dramático Rhodopis (1879).
En 1885, con Van Eeden, Frank van der Goes, Paap, etc., funda la revista El nuevo guía, que se afirma como el principal órgano crítico del movimiento renovador de las letras holandesas.
A partir de 1890 Kloos empieza a ser famoso. En 1900 casó con la escritora Juana Reyneke van Stuwe y, en 1935, es nombrado doctor «honoris causa» de la Universidad de Ámsterdam. Traductor de Eurípides, Sófocles, E. Rostand y G. Hauptmann.

## Poesía
Kloos fue un poeta que profesó la religión de la Vida y la Belleza, cuyo lirismo dionisíaco se opone al cristianismo. En el hombre antiguo, lleno de una alegre fuerza terrena, inspiró sus mejores poesías, en particular Okeanos (1884), influenciado por el Hiperión de Keats, y Safo.